# Vectiraptor greeni
Vectiraptor greeni es la única especie conocida del género extinto Vectiraptor ("ladrón de la isla de Wight") de dinosaurio terópodo dromeosáurido que vivió a principios del período Cretácico, hace 125 millones de años durante el Barremiense, en lo que es hoy Europa. Sus restos fósiles provienen de la Formación Wessex de la Isla de Wight en elm Reino Unido, consta de vértebras torácicas asociadas y un sacro parcial.

## Descripción

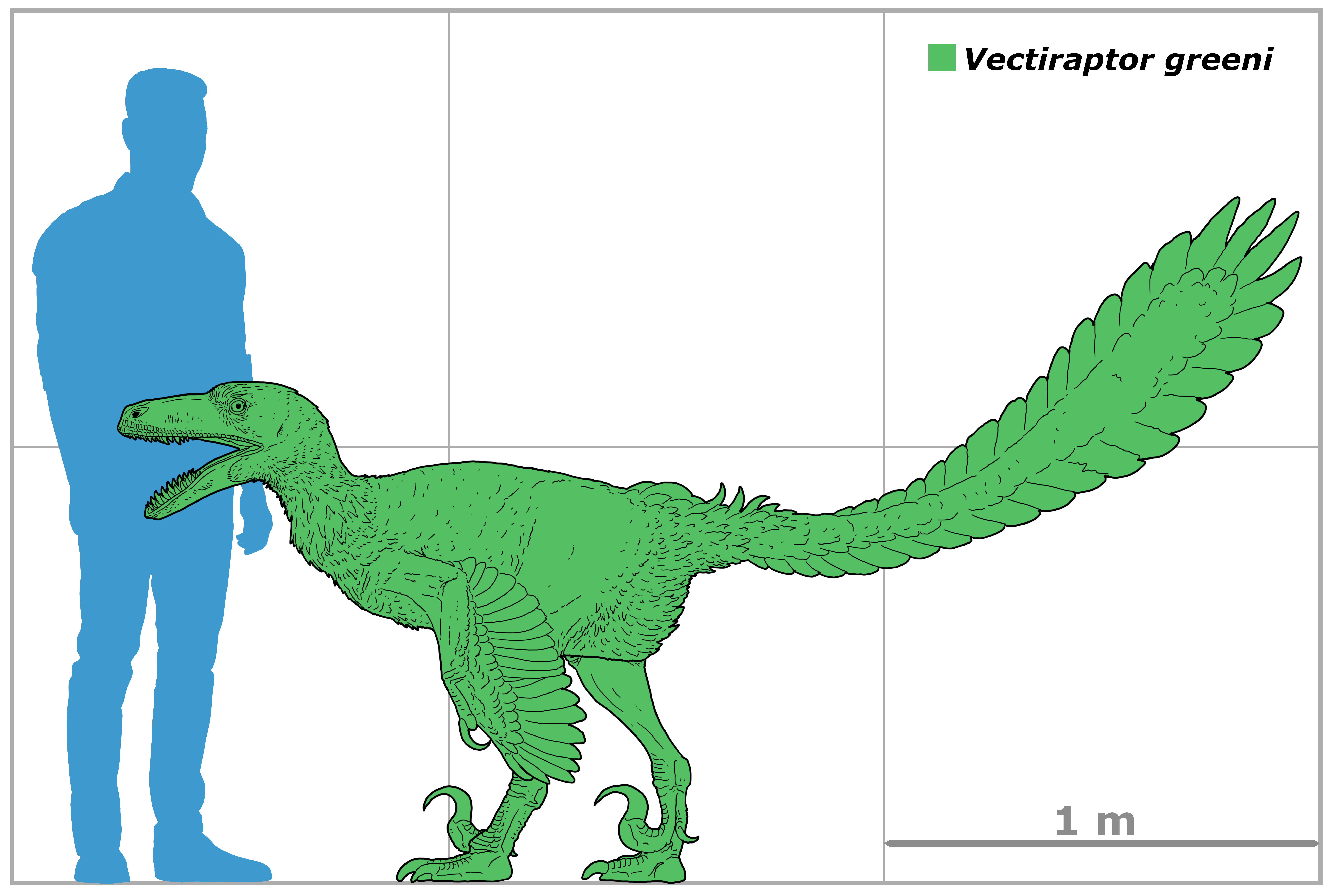
Tamaño de Vectiraptor comparado con un humano

La longitud del cuerpo de Vectiraptor se estimó en 2,50 a 3 metros. El holotipo incluye dos vértebras dorsales parciales y partes del sacro. Aunque fragmentario, el material muestra una combinación de características que solo se encuentran en los Dromaeosauridae, incluidas vértebras relativamente cortas y masivas, espinas neurales altas y facetas para las costillas colocadas en tallos largos.
Se establecieron dos autapomorfias, o rasgos derivados únicos. Con las vértebras frontales del dorso, la depresión triangular profunda habitual en la parte inferior del proceso lateral está subdividida por una cresta adicional. Las espinas neurales son robustas con amplias depresiones ásperas para la unión de los ligamentos.
Las vértebras mostraban una extensa neumatización. Los dorsales tenían interiores huecos a través de los cuales los sacos de aire del sistema respiratorio ingresaban a los cuerpos vertebrales, formando grandes espacios de aire camelados. La fosa diapofisaria también invadía el arco neural. Los canales neurales se expandieron hacia atrás, abarcando la parte superior del centro. Las vértebras sacras carecían de pleurocoelos y tenían una estructura ósea esponjosa. Sin embargo, su canal neural combinado era tan ancho que podría haber contenido una cámara de aire, a la que se accedía por espacios entre sus arcos neurales parcialmente fusionados

## Descubrimiento e investigación

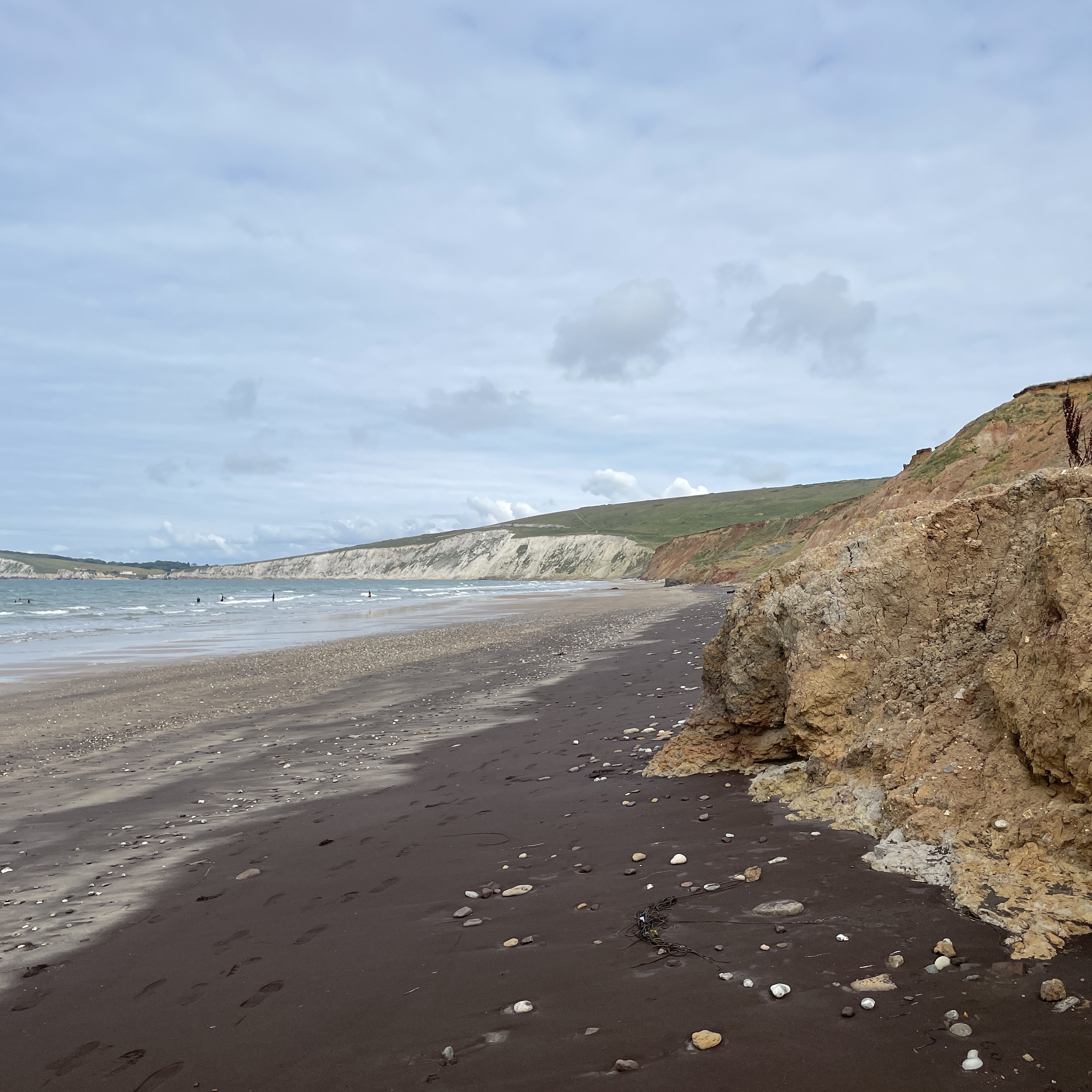
Afloramientos de la Formación Wessex en Compton Bay, Isla de Wight, donde se descubrió el holotipo.

Vectiraptor fue descubierto inicialmente por el paleontólogo aficionado Mick Green en 2004 en rocas de la Formación Wessex, debajo de los acantilados de Compton Bay en la isla de Wight, Reino Unido. Los hallazgos forman el holotipo IWCMS. 2021.31.1-3, que consta de dos vértebras torácicas. Posteriormente un sacro parcial de tres vértebras, IWCMS. 2021.31.2, sería descubierto por el difunto Nick Chase. Se ha determinado que el elemento pertenece al holotipo ya que todos los elementos fósiles se descubrieron en un período de tiempo corto y cada hallazgo se ubicó a varios metros de distancia de los demás. El holotipo representa a un individuo adulto, cuya edad se estimó entre veinte y treinta años sobre la base de líneas de crecimiento en la corteza ósea. Las vértebras fueron donadas a la colección del Servicio de Museos del Condado de la Isla de Wight.
La especie tipo Vectiraptor greeni, sería erigida por Nicholas Longrich, David Michael Martill y Megan Jacobs en 2021. El nombre del género, Vectiraptor, combina las palabras latinas Vectis, que significa "la Isla de Wight", y raptor que significa "ladrón". El nombre específico, greeni, es en honor a Mick Green, quien inicialmente descubrió y preparó el material del tipo. De los dientes grandes y anchos de dromeosáuridos informados previamente por Wight, como los especímenes IWCMS.2002.1, IWCMS.2002.3, IWCMS.2002.4 y BMNH R 16510, los autores que los describen consideraron probable que en realidad pertenecieran a Vectiraptor, aunque no fueron referidos formalmente.

## Clasificación

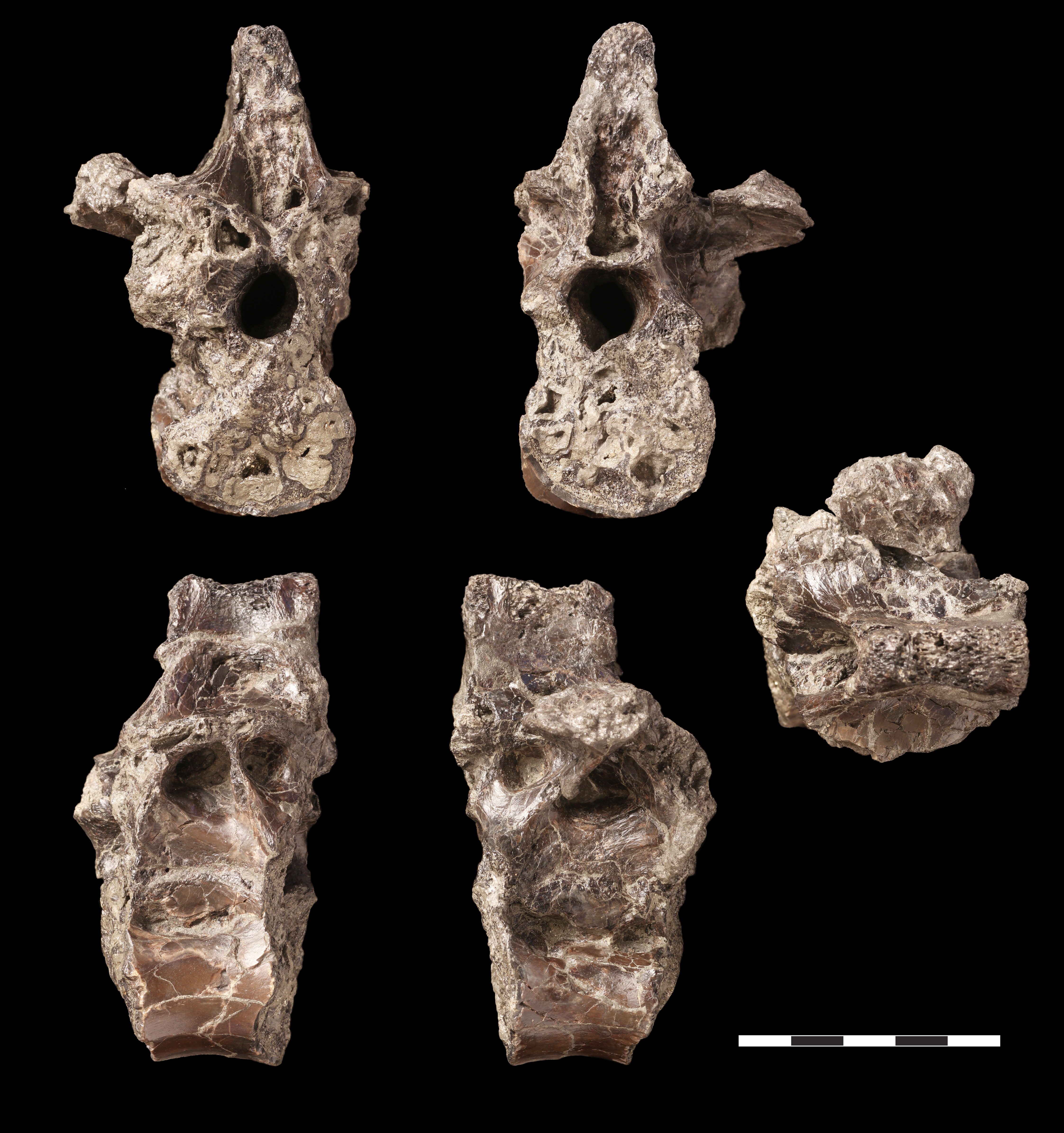
El dorso posterior

Una serie de características, incluido el gran tamaño del animal, dorsales cortas, la presencia de aberturas en las vértebras dorsales posteriores para los sacos aéreo y las espinas neurales altas y estrechas en vista lateral con cicatrices de ligamentos, sugieren que el animal es un miembro de, o relacionado con, los eudromeosaurios. El parecido con los eudromeosaurios de América del Norte sugiere un intercambio de fauna entre América del Norte y Europa.